# یاشوانت سینها
یاشوانت سینها متولد ۶ نوامبر ۱۹۳۷ می‌باشد. بین ژوئیه ۲۰۰۲ و می ۲۰۰۴ رهبر ارشد حزب بهاراتی جاناتا بود. پسرش جیان سینا مشاور و سرمایه‌گذار در انتخابات سال ۲۰۱۴ برای حوزه انتخابیه اش برگزیده شد و در حال حاضر به عنوان وزیر امور خارجه راهبردی در کابینه فعالیت می‌کند.
سینا (سینها) در پانتا در یک خانواده کایشتا متولد شد. او مدرک کارشناسی ارشد خود را در علوم سیاسی در سال ۱۹۵۸ دریافت کرد و همین درس را در دانشگاه پاتنا تا سال ۱۹۶۰ تدریس کرد.

## سابقه کاری
سینها در سال ۱۹۶۰ به اداره خدمات اداری هند پیوست و هنوز ۲۴ سال نداشت که پست‌های مهمی را در طول خدمات خود دریافت کرده بود. او ۴ سال به عنوان معاون بخش اداری و ناحیه دادگستری خدمت کرده‌است. همچنین وی مدت دو سال را تحت عنوان معاونت و معاون وزیر امور مالی در دولت بیهار خدمت کرد و پس از آن به عنوان وزیر بازرگانی و سپس به سمت امور خارجه هند برگزیده گردید.
از سال ۱۹۷۱ تا ۱۹۷۳ دبیرکل (تجاری) در سفارت هند در بن آلمان غربی بود. بعدها او از سال ۱۹۷۳ تا ۱۹۷۴ به عنوان مشاور اصلی هند در فرانکفورت مشغول به کار شد. پس از گذراندن بیش از هفت سال در این زمینه، او امور مربوط به تجارت خارجی و روابط هند با اتحادیه اقتصادی اروپا را تجربه کرد. سپس او در بخش اداری صنعتی دولت بیهار و در وزارت صنعت دولت هند مشغول به کار گردید که شامل همکاری‌های صنعتی خارجی، واردات فناوری، حقوق مالکیت معنوی و تاییدیه‌های صنعتی می‌گردید.
از سال ۱۹۸۰ تا ۱۹۸۴ وزیر امور خارجه هند در وزارت حمل و نقل سطحی بود و مسولیت اصلی‌اش در زمینه حمل و نقل جاده‌ای، بندر و حمل و نقل بود. او در سال ۱۹۸۴ استعفا داد.
بعد از استعفا در سال ۱۹۸۴ به عنوان عضو حزب بهاراتیا جاناتا به این حزب پیوست و در سال ۱۹۸۶ دبیرکل حزب گردید وی همچنین عضو مجلس نمایندگان هند نیز بود. او به عنوان وزیر دارایی از نوامبر ۱۹۹۰ تا ژوئیه ۱۹۹۱ در کابینه چاندرا شیخ کار می‌کرد.

## دستگیری
در تاریخ ۴ آوریل ۲۰۱۷، سینها، پس از تلاش برای برگزاری یک مراسم مذهبی در بخش هزارباغ زمانی که پلیس آنها را متوقف کرد به این عمل اعتراض نمود که منجر به دستگیری او همراه با ۱۵۰ نفر دیگر شد.

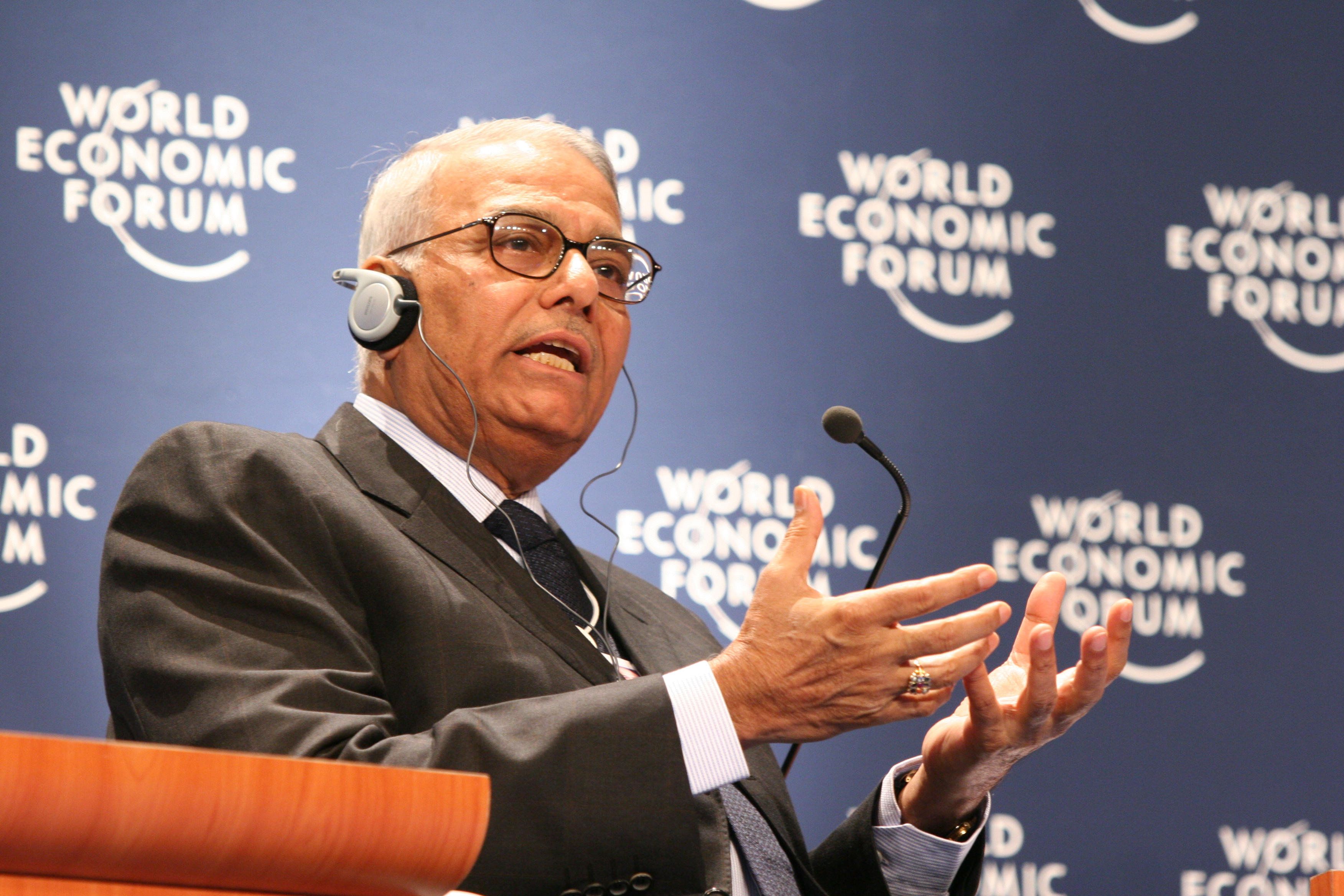
سینها در حال صحبت در مجمع جهانی اقتصاد در سال ۲۰۰۸